# Legione straniera (film 1952)
Legione straniera è un film del 1952 diretto da Basilio Franchina.

## Trama
Alberto, marinaio di modeste origini, è innamorato di Irene, una ragazza di famiglia borghese. I genitori di quest'ultima non vedono di buon occhio la relazione fra i due e fanno pervenire al marinaio una falsa lettera in cui Irene confessa di amare un altro uomo. Per vincere la frustrazione Alberto, che si trova a Orano, si dà all'alcool e si fa coinvolgere in una rissa in cui muore un uomo. Accusato di omicidio, Alberto si nasconde a casa di una prostituta, Chérie. I due diventano amanti ma presto Alberto, per sfuggire alla polizia, è costretto ad arruolarsi nella Legione Straniera. Suo superiore è il sergente Schwartz, che lo sottopone a vessazioni di ogni tipo perché anche lui innamorato di Chérie.
Irene, intanto, arriva a Orano con il fratellino di Alberto e si mette in cerca dell'uomo che ama; ma Alberto, sempre convinto di essere stato abbandonato da Irene, viene trasferito in un fortino nel deserto, dove avvengono sanguinosi combattimenti. Il ragazzo, spintosi fin là, riesce a salvare l'intera guarnigione richiamando rinforzi, ma perde la vita. Irene riesce a ricongiungersi con Alberto, sopravvissuto ma senza un braccio; i due tornano insieme verso Orano.